# Aivi Luik
Aivi Belinda Kerstin Luik (Perth, 18 marzo 1985) è una calciatrice australiana, centrocampista dell'Häcken e della nazionale australiana.
Nella sua lunga carriera ha disputato il campionato nazionale, vincendo complessivamente cinque titoli con due diverse squadre, il Brisbane Roar e il Melbourne City, giocando anche all'estero, in America del Nord, sia nel calcio universitario che in quello professionistico con Indiana e Ottawa Fury, e in Europa, nei campionati inglese, islandese, danese, vincendo il campionato con il Brøndby, norvegese, vincendo una Coppa di Norvegia con il Vålerenga, svedese e spagnolo.

## Palmarès

### Club
- Campionato australiano: 5

Brisbane Roar: 2010-2011
Melbourne City: 2015-2016, 2016-2017, 2017-2018, 2019-2020
- Campionato danese: 1

Brøndby: 2011-2012
- Coppa di Norvegia: 1

Vålerenga: 2017

### Nazionale
- Coppa d'Asia: 1

2010
- Torneo preolimpico femminile AFC: 1

2016
- Cup of Nations: 2

2019, 2023